# イキだね!わたしの東京時間
『イキだね!わたしの東京時間』（イキだね!わたしのとうきょうじかん）は、2010年4月2日から同年9月24日まで、関東・甲信越地方向けに放送されたNHK首都圏放送センター制作の紀行番組である。　

## 番組概要
- 2009年3月まで不定期に放送された『新トーキョー人の選択』の後継番組で、NHK総合テレビ金曜日の地域情報番組の時間帯で放送されている。司会は前番組に引き続き落語家の春風亭小朝が務めている。また、地域情報番組では数少ない字幕放送実施番組となっている。
- 番組では、主に東京都内および東京近郊の地域の情報を扱っており、「週末のお出かけに使える情報」をコンセプトとしている。
- 関東・甲信越地方向けの番組であるが、NHK衛星第2テレビジョン（NHK BS2）を通じて日本全国でも放送されている。また、NHKワールド・プレミアムでも放送されており、世界各地での視聴も可能となっている。なお、『日本の、これから』・『NHKスペシャル』などの特別番組放送時、お盆期間（旧盆）やゴールデンウィークなどの連休期間には休止される。
- 番組マスコットは「koasa君」（コアサくん）。番組司会者である春風亭小朝をモチーフとしている。

## 出演者
司会
- 春風亭小朝
- 荒木美和（NHKアナウンサー）

リポーター
- 林家木久蔵（「朝どれごはん」担当）

ナレーション
- TARAKO
- 増田晋(東京CONシェルジュのみ)

ゲスト
- スタジオゲストと番組内で紹介する地域に縁のあるゲストがそれぞれ2人ずつ出演する。

## 主なコーナー
東京旅ごっこ
- 毎回、東京23区内あるいは東京都内の地域を芸能人2人のペアで歩いて巡るコーナー。主に、女性ペアで出演することが多い。以下の2項目はこのコーナーで紹介された地域に関連する。
- 「ゆうどきネットワーク」の中のコーナーでも再放送されている。

東京CONシェルジュ
- 「東京旅ごっこ」で紹介された地域を楽しむための情報を伝えるコーナー。

街イチ男子
- 「東京旅ごっこ」で紹介された地域にある飲食店などで働く「イケてる」男子（イケメン）を紹介するコーナー。

朝どれごはん
- 主に、東京都外の地域の朝市や飲食店を林家木久蔵がリポートするコーナー。早起きして行ける東京近郊の地域を取り上げる。

## 放送時間
本放送
- 総合テレビ（関東・甲信越地方）：金曜日 20:00 - 20:43（JST、以下同じ）
- BS2（日本全国）：金曜日 8:15 - 8:58（7日遅れ）

再放送
- 総合テレビ（関東・甲信越地方）：土曜日 10:30 - 11:13（1日遅れ）

## その他
- 関東地方以外（茨城県を除く）の各県では、不定期に地域番組が放送される。その場合、本放送は休止となる。
  - NHK水戸放送局（茨城県）：『金曜茨城スペシャル』（月1回程度）
  - NHK新潟放送局（新潟県）：『金よう夜きらっと新潟』（不定期、20時台まで延長になる場合）
  - NHK長野放送局（長野県）：『知るしん。 〜信州を知るテレビ〜』（毎月1回あるいは2回）
  - NHK甲府放送局（山梨県）：『金曜山梨』（原則として毎月1回）
- 2010年7月から9月まで放送された日本テレビの『寿命をのばすワザ百科』でも春風亭小朝は司会（研究所所長）を務めており、この期間は関東地方においては2時間連続で出演していたことになる。